# 两岸花园

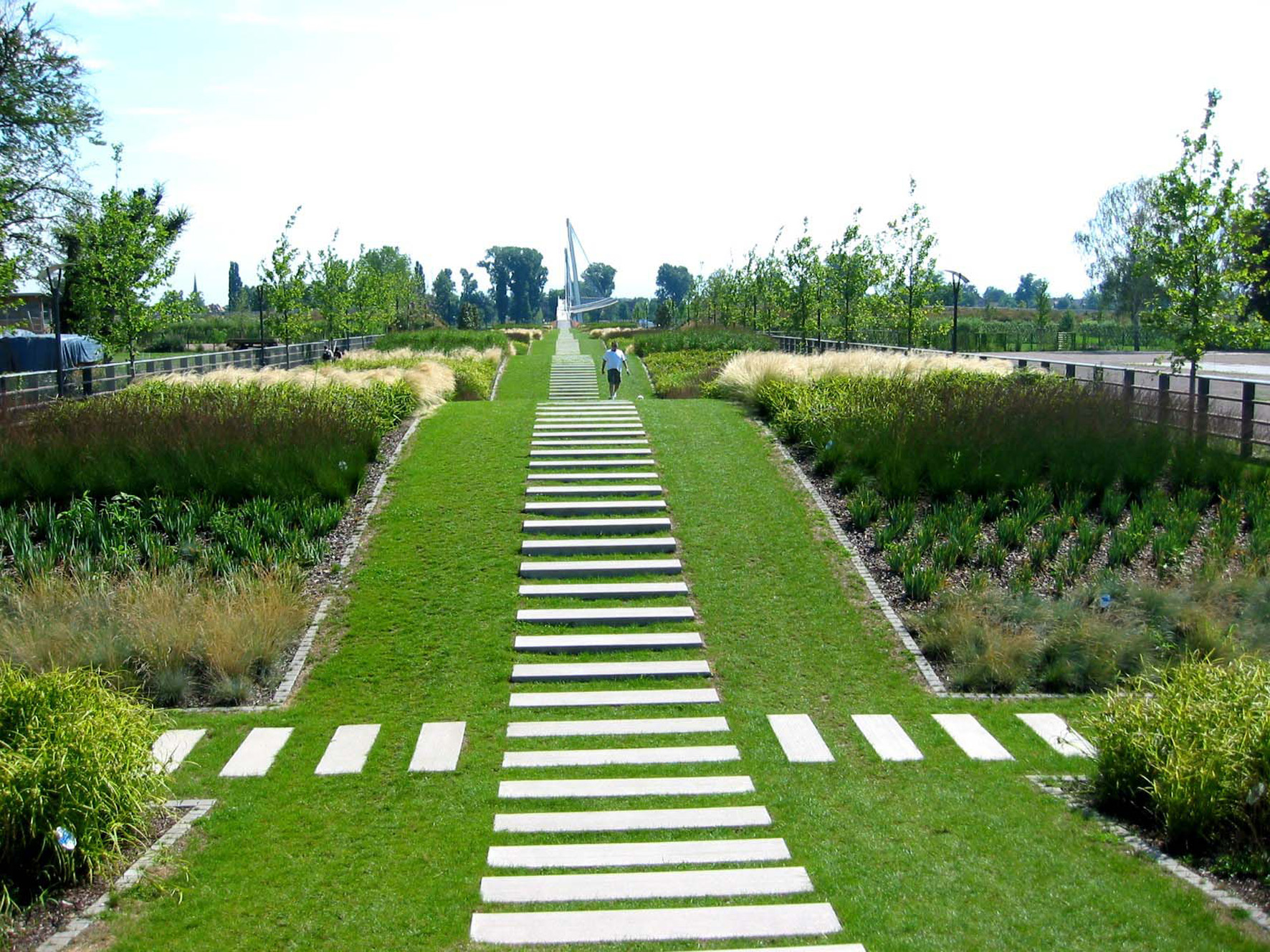

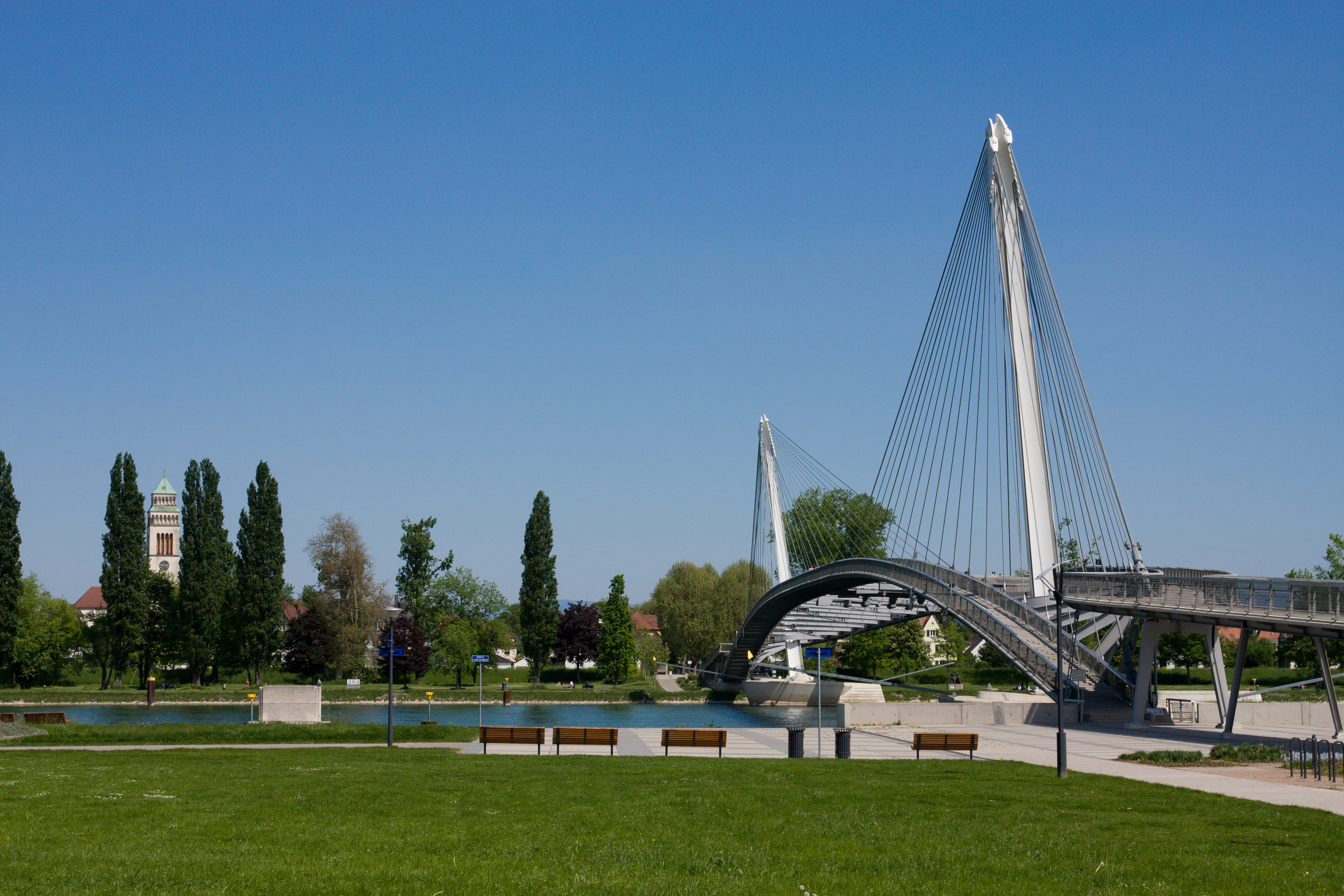

两岸花园（法语：Jardin des Deux Rives，德语：Garten der Zwei Ufer）是一座公共花园，面积150公顷，介于法国斯特拉斯堡与德国凯尔之间。它坐落在莱茵河两岸，有桥梁连接。

## 历史
跨界公园的想法于1995年由克里格倡议。2004年完成。